# Hệ tư tưởng kinh tế
Hệ tư tưởng kinh tế phân biệt chính nó với lý thuyết kinh tế trong việc mang tính quy phạm hơn là chỉ giải thích theo cách tiếp cận của nó. Các hệ tư tưởng kinh tế thể hiện quan điểm về cách vận hành của một nền kinh tế và đến cuối cùng, trong khi mục đích của các lý thuyết kinh tế là tạo ra các mô hình giải thích chính xác để mô tả một nền kinh tế hiện đang hoạt động như thế nào. Tuy nhiên, hai cái này có liên quan chặt chẽ với nhau, vì hệ tư tưởng kinh tế cơ bản ảnh hưởng đến phương pháp luận và lý thuyết được sử dụng trong phân tích. Hệ tư tưởng và phương pháp luận đa dạng của 74 người đoạt giải Nobel về kinh tế nói lên mối liên hệ như vậy.
Một cách tốt để nhận biết liệu một ý thức hệ có thể được phân loại một ý thức hệ kinh tế hay không là câu hỏi liệu nó có phải có một quan điểm kinh tế cụ thể và chi tiết hay không.
Hơn nữa, hệ tư tưởng kinh tế khác biệt với một hệ thống kinh tế mà nó hỗ trợ, như chủ nghĩa tư bản, đến mức giải thích một hệ thống kinh tế (kinh tế học tích cực) khác với việc ủng hộ nó (kinh tế học chuẩn tắc). Lý thuyết về ý thức hệ kinh tế giải thích sự xuất hiện, tiến hóa và mối quan hệ của nó với một nền kinh tế 

## Ví dụ

### Chủ nghĩa tư bản
Chủ nghĩa tư bản là một hệ thống kinh tế rộng lớn, nơi các phương tiện sản xuất phần lớn hoặc hoàn toàn thuộc sở hữu tư nhân và hoạt động vì lợi nhuận, trong đó việc phân bổ hàng hóa vốn được xác định bởi thị trường vốn và thị trường tài chính.
Có một số triển khai của chủ nghĩa tư bản dựa trên mức độ tham gia của chính phủ hoặc doanh nghiệp công cộng tồn tại. Những cái chính tồn tại ngày nay là các nền kinh tế hỗn hợp, nơi nhà nước can thiệp vào hoạt động thị trường và cung cấp một số dịch vụ; laissez faire, nơi nhà nước chỉ cung cấp một tòa án, quân đội và cảnh sát; và chủ nghĩa tư bản nhà nước, nơi nhà nước tham gia vào hoạt động kinh doanh thương mại.

#### Laissez-faire
Laissez-faire, hay chủ nghĩa tư bản thị trường tự do, là một hệ tư tưởng quy định doanh nghiệp công và quy định tối thiểu của chính phủ trong nền kinh tế tư bản chủ nghĩa. Hệ tư tưởng này ủng hộ một loại chủ nghĩa tư bản dựa trên cạnh tranh mở để xác định giá cả, sản xuất và tiêu thụ hàng hóa thông qua bàn tay vô hình của cung và cầu đạt đến trạng thái cân bằng thị trường hiệu quả. Trong một hệ thống như vậy, vốn, tài sản và doanh nghiệp hoàn toàn thuộc sở hữu tư nhân và các doanh nghiệp mới có thể tự do gia nhập thị trường mà không bị hạn chế. Việc làm và tiền lương được xác định bởi một thị trường lao động sẽ dẫn đến một số thất nghiệp. Sự can thiệp của chính phủ và tư pháp đôi khi được sử dụng để thay đổi các ưu đãi kinh tế cho người dân vì nhiều lý do. Nền kinh tế tư bản có thể sẽ theo tăng trưởng kinh tế cùng với một chu kỳ kinh doanh ổn định với các bùng nổ nhỏ xen kẽ với suy thoái nhỏ.

#### Thị trường xã hội
Các nền kinh tế thị trường xã hội (còn gọi là chủ nghĩa tư bản Rhine) được ủng hộ bởi các tư tưởng của ordoliberalism và chủ nghĩa tự do xã hội. Hệ tư tưởng này hỗ trợ nền kinh tế thị trường tự do nơi cung và cầu quyết định giá cả hàng hóa và dịch vụ và nơi thị trường không có quy định. Tuy nhiên, hệ tư tưởng kinh tế này kêu gọi hành động của nhà nước dưới dạng chính sách xã hội ủng hộ bảo hiểm xã hội, trợ cấp thất nghiệp và công nhận quyền lao động.

#### Chủ nghĩa tư bản sòng bạc
Chủ nghĩa tư bản sòng bạc là bất ổn do rủi ro cao và bất ổn tài chính liên quan đến các tổ chức tài chính trở nên rất lớn và chủ yếu là tự điều chỉnh, đồng thời đảm nhận các giao dịch đầu tư tài chính có rủi ro cao. Đây là một động lực thúc đẩy của các nhà đầu tư trong việc tìm kiếm lợi nhuận mà không cần sản xuất; nó cung cấp một khía cạnh đầu cơ mang lại triển vọng cho lợi nhuận đầu cơ nhanh hơn và nhiều hơn cho mọi người, sự giàu có và bên trong các giả định về các yếu tố có khả năng ảnh hưởng đến biến động giá tài sản. Thông thường, điều này không thêm vào sự giàu có tập thể của một nền kinh tế, vì nó có thể tạo ra sự bất ổn kinh tế. Chủ nghĩa tư bản sòng bạc rơi vào ý tưởng về một nền kinh tế dựa trên đầu cơ, nơi các hoạt động kinh doanh chuyển sang đánh bạc về các giấy tờ về giao dịch đầu cơ hơn là thực sự sản xuất hàng hóa và dịch vụ kinh tế.
Những người như nhà kinh tế học Frank Stilwell tin rằng chủ nghĩa tư bản sòng bạc là một trong những nguyên nhân hàng đầu của cuộc khủng hoảng tài chính toàn cầu năm 2008. Các nhà đầu tư đã tìm kiếm một động lực làm giàu nhanh chóng mà họ tìm thấy thông qua các hoạt động đầu cơ mang lại một khoản lãi hoặc lỗ riêng biệt tùy thuộc vào các chuyển động trong tương lai của tài sản. Các nhà kinh tế khác như Hans-Werner Sinn, đã viết sách về chủ nghĩa tư bản sòng bạc với lời bình luận bên ngoài bong bóng Anglo-Saxon.

#### Chủ nghĩa tư bản mới
Chủ nghĩa tư bản mới là một hệ tư tưởng kinh tế pha trộn các yếu tố của chủ nghĩa tư bản với các hệ thống khác và nhấn mạnh sự can thiệp của chính phủ vào nền kinh tế để cứu và tái cấu trúc các công ty được coi là rủi ro cho quốc gia. Những năm đầu tiên của hệ tư tưởng được một số nhà kinh tế coi là 10 năm dẫn đến năm 1964 sau cuộc Đại khủng hoảng và Thế chiến II. Sau Thế chiến II, các quốc gia đã bị phá hủy và cần phải xây dựng lại và kể từ khi chủ nghĩa tư bản phát triển mạnh trong các nước công nghiệp hóa. Những quốc gia bị ảnh hưởng nhiều nhất bởi chiến tranh đã chứng kiến sự tăng trưởng của chủ nghĩa tư bản. Chủ nghĩa tư bản Neo khác với chủ nghĩa tư bản thông thường ở chỗ chủ nghĩa tư bản làm nổi bật chủ sở hữu tư nhân, chủ nghĩa tư bản mới nhấn mạnh vai trò của nhà nước trong việc duy trì đất nước là nhà cung cấp và nhà sản xuất và lên án các công ty tư nhân thiếu vai trò là nhà cung cấp và sản xuất cho quốc gia của họ.
Các nhà phê bình của chủ nghĩa tư bản mới cho rằng nó có xu hướng đàn áp đội quân lao động dự bị có thể dẫn đến việc làm đầy đủ, vì điều này có thể làm suy yếu một trong những điều cơ bản chính làm cho chủ nghĩa tư bản hoạt động. Các nhà phê bình khác nói rằng nếu chủ nghĩa tư bản mới được đưa vào, nó sẽ trở nên tham nhũng ngay lập tức.

## Sách tham khảo
- Karl Brunner, 1996. Economic Analysis and Political Ideology: The Selected Essays of Karl Brunner, v. 1, Thomas Ly, ed. Chapter: preview links via scroll down.
- Klappholz, Kurt (1987). "ideology". The New Palgrave: A Dictionary of Economics. Quyển 2. tr. 716–18.
- From The New Palgrave Dictionary of Economics. 2008, 2nd Edition:

"capitalism" by Robert L. Heilbroner. Abstract.
"contemporary capitalism"  by William Lazonick. Abstract.
"Maoist economics" by Wei Li. Abstract.
"social democracy" by Ben Jackson. Abstract.
"welfare state" by Assar Lindbeck. Abstract.
"American exceptionalism" by Louise C. Keely.Abstract.
"laissez-faire, economists and" by Roger E. Backhouse and Steven G. Medema. Abstract.
- Julie A. Nelson and Steven M. Sheffrin, 1991. "Economic Literacy or Economic Ideology?"  Journal of Economic Perspectives, 5(3), pp.  157–65 (press +).
- Joseph A. Schumpeter, 1942. Capitalism, Socialism and Democracy.
- _____, 1949.  "Science and Ideology," American Economic Review, 39(2), pp. 346–59. Reprinted in Daniel M. Hausman, 1994, 2nd rev. ed., The Philosophy of Economics: An Anthology, Cambridge University Press, pp. 224–38.
- Robert M. Solow, 1971. "Science and Economic Ideology," The Public Interest, 23(1)  pp. 94–107. Reprinted in Daniel M. Hausman, 1994, 2nd rev. ed., The Philosophy of Economics: An Anthology, Cambridge University Press, pp. 239–51.
- Karl Marx, 1857–58. "Ideology and Method in Political Economy," in Grundrisse: Foundation of the Critique of Political Economy, tr. 1973. Reprinted in Daniel M. Hausman, 1994, 2nd rev. ed., The Philosophy of Economics: An Anthology, Cambridge University Press, pp. 119–42.
- Earl A. Thompson and Charles Robert Hickson, 2000. Ideology and the Evolution of Vital Economic Institutions. Springer.Descrip;tion and chapter preview links, pp. vii–x.